# Atlas des Régions Naturelles
Pour les articles homonymes, voir Atlas.
L’Atlas des Régions Naturelles est un projet d'encyclopédie photographique de la France, initié en 2017 par les artistes Éric Tabuchi et Nelly Monnier.

## Origines et objectifs
Initié en 2017 par les artistes Éric Tabuchi et Nelly Monnier, l'Atlas des régions naturelles est un projet d'encyclopédie photographique de la France. Il est consacré au bâti et au paysage français et met sur le même plan des éléments anonymes et des éléments patrimoniaux. 
L'Atlas devrait comprendre, à terme, 25000 photographies. 
Il a fait l'objet de plusieurs expositions. Il existe également sous la forme d'un site web lancé en novembre 2020. 
Le projet a bénéficié du soutien à la photographie documentaire du Centre National des Arts plastiques en 2018.

## Principes du projet
Si l'Atlas des régions naturelles s'inscrit dans l'histoire des missions photographiques françaises, il s'agit d'une initiative indépendante, portée au départ par Éric Tabuchi, à laquelle est associée par la suite Nelly Monnier. Le projet est auto-financé par les artistes, notamment par la vente directe de tirages photographiques, bien qu'ils trouvent parfois des partenariats régionaux.
Les artistes ont choisi de dresser un portrait photographique fragmenté de la France en choisissant comme unité de leur Atlas la région naturelle. Ils définissent ces régions comme « des territoires de petites tailles dont les limites renvoyant à leurs caractéristiques naturelles sont – par opposition aux départements administratifs issus de la Révolution – difficiles à tracer. » 
Pour documenter chaque région naturelle, Éric Tabuchi et Nelly Monnier séjournent en moyenne trois jours sur place. Ils arpentent la région en voiture, prennent des photographies, puis ils en sélectionnent cinquante.

## Expositions

### Expositions personnelles
- 2018 : Atlas des Régions Naturelles, Pesmes, dans le cadre du séminaire d’architecture Avenir Radieux[5], Commissariat : Laure Waast.
- 2018 : Séquences combinées[6], Centre d’art de Montrelais, Commissariat : L'île d'en Face.
- 2019 : La République des champs, La Cantine, Centre d’art contemporain de Belfort, Commissariat : Le 19, CRAC, Montbéliard[7].
- 2019 : Typologies de l’ARN, Triennale d'architecture de Lisbonne[8], Commissariat : Éric Lapierre.
- 2021 : Atlas des régions naturelles, du 6 novembre 2020 au 21 mars 2021, Centre de création contemporaine Olivier Debré (CCC-OD), Tours[1], en partenariat avec le CAUE37.
- 2021 : Utopies Minuscules, du 27 juin au 15 août 2021 à la médiahèque de Mérignac dans le cadre de Mérignac Photo, Commissariat : Emeline Dufrennoy.
- 2021 : Empire & Galaxie, du 4 septembre au 19 décembre 2021 à la Villa du Parc (Annemasse), commissariat : Garance Chabert.
- 2021 : L'invention d'une histoire vraie, du 21 octobre 2021 au 16 février 2022 à GwinZegal (Guingamp), commissariat : Jérôme Sother.

### Expositions collectives
- 2017 / 2018 : Paysage français[9], Bibliothèque Nationale de France, Commissariat : Héloïse Conesa et Raphaële Bertho.
- 2018 / 2019 : Regards d’artistes sur l’Union, du Champ Libre, Tourcoing, Commissariat : Groupe A - coopérative culturelle.

## Publications

### Publications tirées de l'Atlas des régions naturelles
- Atlas des Régions Naturelles : carte lithologique, 67 x 84 cm, Poursuite, Arles, 2020.
- Atlas des Régions Naturelles, Carte, 67 x 84 cm, Poursuite, Arles, 2019.
- Électricité de France, 80 pages, Poursuite, Arles 2019.

### Publications à propos de l'Atlas des régions naturelles
- Raphaële Bertho, « L’Atlas des Régions Naturelles, un manifeste photoconceptuel de la périphérie ordinaire », Les Cahiers de la recherche architecturale urbaine et paysagère  5, 2019[10].

## Site Web
Le site web de l'ARN est lancé le 5 novembre 2020, et comprend, au moment de son lancement, 12000 photographies.
Le site permet une circulation dans l'Atlas selon un ensemble de critères diversifiés (origine géographique, forme, série, couleur, saison, date, saison...) qui peuvent, ou non, être croisés. 
Il fait l'objet de multiples recensions dans la presse nationale française,,,et internationale dès son lancement.